# Niphargus foreli
Niphargus foreli is een vlokreeftensoort uit de familie van de Niphargidae. De wetenschappelijke naam van de soort is voor het eerst geldig gepubliceerd in 1877 door Humbert.